# Айи
Айи (фар. Eiði, (IPA: aiɛо файле)) — деревня на Фарерских островах, располагающаяся на северо-западной оконечности острова Эстурой. Её название с фарерского языка переводится как «перешеек». В самом центре деревни располагается большая каменная церковь, построенная в 1881 году в связи со столетием поселения. В Айи располагается гостиница и кемпинг.
В нескольких минутах ходьбы от деревни находится 343-метровый мыс Айискодлур, с вершины которого открывается отличный вид на море и острова, в том числе на две легендарные скалы Рисин и Чедлинджин, возвышающиеся над морем.
В нескольких километрах к юго-востоку от Айи находится озеро Айисватн. Расположенная на ней плотина поставляет воду для расположенной ниже гидроэлектростанции.
Когда во второй половине XIX века к северу от Фарерских островов процветало рыболовство, деревня быстро росла и к 1880 году стала вторым по величине населённым пунктом на островах (после Торсхавна). В Айи есть рыбный завод, построенный в 1965 году и другие рыболовные предприятия.